# آیا من خبیث هستم؟
«آیا من خبیث هستم؟» (به انگلیسی: Am I Evil?‎) ترانه‌ای از گروه هوی متال بریتانیایی دایموند هِد و یکی از قطعه‌های اولین آلبوم استودیویی آن‌ها با نام صاعقه زدن به ملت‌ها است. این قطعه را شان هریس (خواننده) و برایان تاتلر (گیتاریست) دایمند هد نوشته‌اند. ترانه از زبان شخصی روایت می‌شود که مادرش ساحره‌ای بوده که زنده در آتش سوزانده شده‌است. در قسمت بند برگردان ترانه، راوی این سؤال را مطرح می‌کند که «آیا من شرور و بدنهاد هستم؟» و در پاسخ می‌گوید «بله هستم».
برایان تاتلر ریف اصلی ترانه را در سال ۱۹۷۸ (یا ۱۹۷۹) ساخت و دایموند هد حدود یک سال روی آن کار کردند تا کامل شود، از جمله بخش اینترو و سولوی سرعتی پایان قطعه که بعداً به آن اضافه شدند. به گفتهٔ او یک دستگاه ضبط و پخش کاسِت تنها ابزار کار اعضای گروه در آن زمان بوده و آن‌ها با ضبط کردن و گوش کردن‌های چندبارهٔ هر بخش، ساخت ترانه را پیش بُرده‌اند.
«آیا من خبیث هستم؟» زمانی مورد توجه قرار گرفت که گروه آمریکایی متالیکا آن را بازخوانی کردند. نسخهٔ متالیکا اولین بار به‌عنوان بی ساید تک‌آهنگ «مرگ تدریجی» (۱۹۸۴) منتشر شد و در سال ۱۹۹۸ به همراه ۳ ترانهٔ دیگر دایموند هد در کاور آلبوم گاراژ اینک. بازنشر شد.

## بازخوانی‌ها
در ابتدای دههٔ ۸۰ میلادی لارس اولریک که از ستایش‌کنندگان موسیقی دایموند هد بود بر آن شد تعدادی از آثار آن‌ها را با گروه تازه‌تاسیس و گمنام متالیکا بازآفرینی کند. متالیکا در آغاز کارشان عمدتاً از آثار دایموند هد بهره گرفتند و ترانهٔ «آیا من خبیث هستم؟» دایموند هد را به‌عنوان بی‌ساید «مرگ تدریجی» (۱۹۸۴) ضبط و منتشر کردند. آن‌ها در بازخوانی ترانه (حتی در سولوهای گیتار) کاملاً به نسخهٔ اصلی وفادار بودند و تنها تفاوت اجرای‌شان با دایموند هد، سنگین‌تر بودن و پرخاشگری صداها بود. «آیا من خبیث هستم؟» نشانگر تأثیر بسیار زیاد دایموند هد بر سبک آهنگسازی و صدای اختصاصی متالیکا در آثار بعدی‌شان است.
در چند دههٔ گذشته این قطعه جزو ترانه‌های ثابت متالیکا در کنسرت‌هایشان بوده و هنوز عده‌ای نمی‌دانند که «آیا من خبیث هستم؟» ساختهٔ خود آن‌ها نیست.
به عقیدهٔ برایان تاتلر، متالیکا با کاور کردن «آیا من خبیث هستم؟» لطف بزرگی به دایموند هد کردند. او در مجموعه ویدئوهایی که با عنوان «حکایت‌های تاتلر» در کانال یوتیوب دایموند هد منتشر می‌شود گفته‌است که متالیکا اولین گروهی بودند که یکی از آثار دایموند هد را بازخوانی کردند و او چنین توجهی به ترانه‌اش را مایهٔ مباهات دانسته‌است. تاتلر در مصاحبه‌ای در سال ۲۰۱۹ گفته بود که دریافتی‌اش بابت فروش آثار قدیمی دایموند هد (از جمله کارهایی که متالیکا ضبط کرده‌اند) هزینه‌های زندگیش را کاملاً تأمین می‌کند و بابت آن سپاس‌گزار است.
در کنسرت سال ۲۰۱۰ بیگ فور در بلغارستان، متالیکا به همراه اعضای مگادث و انترکس این ترانه را زنده اجرا کردند. از اعضای اسلیر فقط دیو لومباردو روی صحنه حاضر شد و کری کینگ و تام آرایا با آن‌ها همراهی نکردند.